# Regeringen Persson
Regeringen Persson var Sveriges regering mellem 1996 og 2006. Det var en socialdemokratisk mindretalsregering. 
Regeringen Persson afløste Regeringen Carlsson III den 22. marts 1996. 
Regeringen tabte rigsdagsvalget den 17. september 2006, og den blev afløst af Regeringen Reinfeldt den 6. oktober 2006.

## Ministre
- Göran Persson, statsminister 1996–2006.
- Tidligere justitsminister Laila Freivalds, justitsminister 1994–2000, udenrigsminister 2003–2006.
- Tidligere vicestatsminister, senere partileder Mona Sahlin, arbejdsmarkedsminister 1998–2002, vicestatsminister og ligestillingsminister 1994–1995, arbejdsmarkeds-, integrations-, og idrætsminister 2000–2002, demokrati-, integrations-, ligestillings- og idrætsminister 2002–2004, miljøminister 2004–2005, bolig- og energiminister 2005–2006.
- Anna Lindh, miljøminister 1994–1998, udenrigsminister 1998–2003,
- Nuværende vicegeneralsekretær for FN Jan Eliasson, udenrigsminister 24. april–6. oktober 2006.
- Tidligere kultminister samt forbruger-, ungdoms- og kirkeminister, senere EU- kommissær, nuværende udenrigsminister Margot Wallström, socialminister 1996–1998.
- Tidligere civilminister, nuværende medlem af EU-Parlamentet Marita Ulvskog, minister for kirke og trossamfund 1994–2004, kulturminister 1996–2004, vicestatsminister 2003–2004.